# Стариково (Сумская область)
Стариково (укр. Старикове) — село, Стариковский сельский совет, Глуховский район, Сумская область, Украина.
До 2004 года являлось административным центром Стариковского сельского совета, в который не входили другие населённые пункты.

## Географическое положение
Село Стариково находится на левом берегу реки Обеста, выше по течению на расстоянии в 3 км расположено село Козино (Курская область), ниже по течению на расстоянии в 4 км расположен посёлок Шалыгино. К селу примыкает лесной массив (дуб).

## История
Село Стариково известно с XVIII века. В XIX веке село Стариково было в составе Шалыгинской волости Путивльского уезда Курской губернии. В селе была Успенская церковь.
После провозглашения независимости Украины село оказалось на границе с Россией, здесь был оборудован пограничный переход, который находится в зоне ответственности Сумского пограничного отряда Восточного регионального управления ГПСУ.
Население по переписи 2001 года составляло 280 человек.
18 февраля 2015 года по распоряжению Кабинета министров Украины пограничный переход был закрыт.

## Объекты социальной сферы
- Клуб.

## Достопримечательности
- Братская могила советских воинов.
- Монумент Воину-освободителю с девочкой на руках.

## Известные люди
- В. Т. Крышкин (1926—1998) — Герой Советского Союза, родился и всю жизнь прожил в селе Стариково. В 2000 году дом Крышкина был полностью разрушен.